# Walther Dahl
Walther Dahl (* 27. März 1916 in Lug (Pfalz) bei Bergzabern; † 25. November 1985 in Heidelberg) war ein deutscher Luftwaffenoffizier (zuletzt Oberst) und Jagdflieger im Zweiten Weltkrieg.

## Leben
Walther Dahl diente zunächst als Infanterist beim Infanterie-Regiment 119 in Stuttgart. 1938 wechselte er zur Luftwaffe. Nach seiner Jagdfliegerausbildung begann er als Rottenflieger beim Jagdgeschwader 3. 1941 wurde er Gruppenadjutant der II. Gruppe. Anschließend übernahm er die 4. Staffel als Staffelchef. Im Juli 1943 wurde er Kommandeur der III. Gruppe. Nach 67 Luftsiegen wurde ihm im März 1944 das Ritterkreuz verliehen. Im Mai 1944 führte er kurzzeitig als Kommodore das Jagdgeschwader z. b. V. und übernahm ab 27. Juni 1944 als Geschwaderkommodore das Jagdgeschwader 300. 
Am 26. Januar 1945 wurde Dahl von Reichsmarschall Hermann Göring zum Inspekteur der Tagjäger ernannt. Bis Kriegsende hatte er 128 Luftsiege errungen, davon 36 viermotorige Bomber. 84 Abschüsse erzielte er im Osten. Dahl geriet Ende des Zweiten Weltkrieges in Kriegsgefangenschaft.
Bei der Bundestagswahl 1961 kandidierte Dahl erfolglos für die rechtsextreme Deutsche Reichspartei (DRP), deren Mitglied er war. Ebenfalls 1961 erschien das Buch Rammjäger. Das letzte Aufgebot, nach „Originalunterlagen“ bearbeitet von Dahls Frau Regina, die Reporterin der National-Zeitung war. Die Veröffentlichung wurde mehrfach neu aufgelegt, zuletzt im Jahr 2000 im Verlag Pour le Mérite des rechtsextremen Verlegers Dietmar Munier. Dabei wurde Dahl als Verfasser angegeben.

## Reichsverband der Soldaten
Im Mai 1961 gründete Dahl den Reichsverband der Soldaten (RdS), der im Gegensatz zu anderen Soldatenbünden zur „Nationalen Opposition“ gehören sollte. An der Gründungsversammlung nahmen Waldemar Schütz, Adolf von Thadden und Erich Kern teil; Ehrenpräsident wurde Hans-Ulrich Rudel. Die Jugendarbeit des RdS sollte der Bund vaterländischer Jugend übernehmen, der im gleichen Jahr als rechtsradikale Organisation verboten wurde. Der Verfassungsschutz von Nordrhein-Westfalen schätzte 1963 die Mitgliederzahl des RdS auf 300 bis 400 Personen. Der RdS schloss sich 1968 dem Stahlhelm, Bund der Frontsoldaten an; zuvor waren zahlreiche Mitglieder zur NPD übergetreten.
Später trat Dahl wiederholt als Gastredner bei Veranstaltungen der rechtsextremen Deutschen Volksunion (DVU) auf.

## Rezeption
Die rechtsextreme National-Zeitung porträtierte Dahl im Februar 1999 in ihrer Serie „Große deutsche Soldaten – unsterbliche Helden“. Dahl wurde für seine „Entschlossenheit“ und „Selbstlosigkeit“ gewürdigt, sein „Todesmut“ sei „legendär“ gewesen. In der Serie wurden ausschließlich dem NS-Regime treu ergebene Soldaten gewürdigt, zum Teil unter Verwendung von sprachlichen Formeln der Wehrmachts- und NS-Propaganda. Der Politikwissenschaftler Fabian Virchow ordnet die Serie in „die Vorstellung der extremen Rechten von den auf die Tat orientierten, den Lauf des Geschehens/der Geschichte im Interesse des ‚nationalen‘ oder ‚völkischen‘ Kollektivs gestaltenden Männern“ ein. Die Charakterisierungen verwiesen „zugleich auf eine Konzeptualisierung von Männlichkeit, deren Profil – sehr vereinseitigt – durch Eigenschaften wie ‚Härte‘, ‚Opferbereitschaft‘, ‚Todesmut‘, ‚Tapferkeit‘, ‚Zähigkeit‘, ‚Schneid‘ oder ‚Steherqualitäten‘ zu markieren wäre“.

## Auszeichnungen
- Eisernes Kreuz (1939) II. und I. Klasse
- Deutsches Kreuz in Gold am 2. Dezember 1942[9] nach 42 Luftsiegen
- Ritterkreuz des Eisernen Kreuzes mit Eichenlaub[9]
  - Ritterkreuz am 11. März 1944 nach 67 Luftsiegen
  - Eichenlaub am 1. Februar 1945 (724. Verleihung) nach 92 Luftsiegen

## Werke
- Rammjäger. Das letzte Aufgebot. Pour le Mérite, Selent 2000, ISBN 3-932381-01-7.